# Buševec
Buševec ist ein Ort in Kroatien südlich von Velika Gorica. Buševec hat etwa 1000 Einwohner, die Bevölkerung, die im 20. Jahrhundert vorwiegend bäuerlich geprägt war, besteht mittlerweile größtenteils aus Pendlern, die in der nahegelegenen Landeshauptstadt Zagreb oder am Flughafen in der Nähe von Velika Gorica arbeiten.
Lokale Berühmtheit errang Buševec als es im James-Bond-Klassiker „Liebesgrüße aus Moskau“ auf einer eingeblendeten Landkarte erschien, was einzig der besonderen Lage entlang der Strecke des Simplon-Orient-Express geschuldet war und in keinem Verhältnis zur Bedeutung des Dorfes stand.